# Rjazany-VDV
A Rjazany-VDV női labdarúgó-szakosztálya 1996-ban alakult. Az orosz Szuperliga résztvevője.

## Klubtörténet
A klub 1996-ban alakult Marszel néven. Az Orosz Légierő helyi főiskolájának rövidítését (ВДВ – Воздушно-десантные войска) első alkalommal 1997-ben tűzték ki a csapat logójára, majd 2000-től 2004-ig a TNK olajipari vállalat vette pártfogásába az együttest. 2005-től újfent a légierő nevével fémjelezve vesz részt a bajnoki pontvadászatokban.
A rjazanyi régió 2020. október 12-i bejelentése után, úgy tűnt, hogy a 2020-as szezon végén felszámolás alá kerül a klub, de hosszabb egyeztetés követően végül a régió és az RFU is támogatásáról biztosította a többszörös bajnokcsapatot.

## Sikerlista
- Orosz bajnok (4): 1999, 2000, 2013, 2018
- Orosz kupagyőztes (2): 1998, 2017

## Játékoskeret
2021. szeptember 22-től
| #  |     | Poszt | Név                   |
| -- | --- | ----- | --------------------- |
| 1  | RUS | K     | Marija Zsamanakova    |
| 12 | RUS | K     | Violeta Iszajkina     |
| 81 | RUS | K     | Margarita Sirokova    |
| 2  | RUS | V     | Kszenyija Lazareva    |
| 4  | RUS | V     | Kszenyija Kubicsnaja  |
| 9  | BLR | V     | Polina Satilenya      |
| 13 | RUS | V     | Jekatyerina Larina    |
| 23 | SRB | V     | Aleksandra Lazarević  |
| 3  | RUS | KP    | Jelena Zubkova        |
| 7  | RUS | KP    | Viktorija Szolina     |
| 10 | RUS | KP    | Jekatyerina Zavadkina |
| 16 | RUS | KP    | Kszenyija Sahova      |

| #  |     | Poszt | Név                   |
| -- | --- | ----- | --------------------- |
| 17 | UKR | KP    | Alina Szkidan         |
| 18 | RUS | KP    | Darja Jeremenkova     |
| 24 | RUS | KP    | Kszenyija Alpatova    |
| 26 | RUS | KP    | Anna Szinyutyina      |
| 32 | RUS | KP    | Natalija Perepecsina  |
| 33 | RUS | KP    | Kszenyija Konovajeva  |
| 69 | RUS | KP    | Anna Fomicseva        |
| 77 | SRB | KP    | Tijana Matić          |
| 8  | BLR | CS    | Tatyjana Krasznova    |
| 11 | BLR | CS    | Viktorija Tyihon      |
| 99 | RUS | CS    | Viktorija Dergouszova |